# Plaidt
Plaidt (Moselfränkisch: Plääd) ist eine Ortsgemeinde in der Eifel im Landkreis Mayen-Koblenz in Rheinland-Pfalz. Sie gehört der Verbandsgemeinde Pellenz an, die ihren Verwaltungssitz ebenfalls in Plaidt hat. Plaidt beherbergt auch das Informationszentrum des Vulkanparks im Landkreis Mayen-Koblenz.

## Geografie
Plaidt befindet sich 5 km südlich von Andernach. Die Nette (Mittelrhein) durchfließt die Gemeinde.
Nachbargemeinden sind der Andernacher Stadtteil Miesenheim, Saffig, Ochtendung, Kruft und Kretz.

## Geschichte
Plaidt wurde erstmals 895 in einer Schenkungsurkunde als Bleide erwähnt.
Bis zum Ende des 18. Jahrhunderts gehörte Plaidt zum Kurfürstentum Trier und war Teil des Verwaltungs- und Gerichtsbezirks Pellenz, der zuletzt dem Amt Monreal untergeordnet war.
Im Jahr 1794 hatten französische Revolutionstruppen das Linke Rheinufer eingenommen. Von 1798 bis 1814 gehörte Plaidt zum Kanton Andernach im Rhein-Mosel-Departement und unterstand der Verwaltung der Mairie Saffig. Aufgrund der auf dem Wiener Kongress (1815) getroffenen Vereinbarungen wurde die Region dem Königreich Preußen zugeordnet. Unter der preußischen Verwaltung gehörte Plaidt von 1816 an zum neu gebildeten Kreis Mayen im Regierungsbezirk Koblenz und von 1822 an zur Rheinprovinz und war Teil der Bürgermeisterei Andernach. 1858 war Plaidt mit den damaligen Gemeinden bzw. Dörfern Eich, Kretz, Kruft, Miesenheim, Namedy und Nickenich Teil der durch Bürgermeister F. J. Weygold neu geformten „Bürgermeisterei Andernach-Land“, die 1927 in „Amt Andernach-Land“ umbenannt wurde.
Im Ortskern stand an der Stelle der heutigen Hummerich-Halle bis 1861 eine Kirche. Da diese baufällig geworden war, hat man sie abgerissen und den darunterliegenden Tuffstein abgebaut. Mit dem Verkauf des Tuffstein wurde ab 1860 der Neubau der katholischen St. Willibrord-Kirche außerhalb des alten Dorfzentrums an der Mühlenstraße finanziert.

### Konfessionsstatistik
Mit Stand 30. Juni 2005 waren von den Einwohnern 71,1 % römisch-katholisch, 12,3 % evangelisch und 16,6 % waren konfessionslos oder gehörten einer anderen Glaubensgemeinschaft an. Der Anteil der Katholiken an der Gesamtbevölkerung ist seitdem jährlich um 1 Prozent gesunken. Mit Stand Ende Mai 2025 waren von den Einwohnern 47,0 % katholisch, 10,4 % evangelisch und 42,6 % waren konfessionslos oder gehörten einer anderen Glaubensgemeinschaft an.

## Politik

### Gemeinderat
Der Gemeinderat in Plaidt besteht aus 22 Ratsmitgliedern, die bei der Kommunalwahl am 9. Juni 2024 in einer personalisierten Verhältniswahl gewählt wurden, und dem ehrenamtlichen Ortsbürgermeister als Vorsitzendem.
Die Sitzverteilung im Gemeinderat:
| Wahl | SPD | CDU | FDP | WGS * | Gesamt   |
| ---- | --- | --- | --- | ----- | -------- |
| 2024 | 5   | 11  | 2   | 4     | 22 Sitze |
| 2019 | 8   | 12  | 2   | –     | 22 Sitze |
| 2014 | 11  | 10  | 1   | –     | 22 Sitze |
| 2009 | 11  | 9   | 2   | –     | 22 Sitze |
| 2004 | 12  | 10  | –   | –     | 22 Sitze |

### Bürgermeister
Peter Wilkes (CDU) wurde am 26. Juni 2019 Ortsbürgermeister von Plaidt. Bei der Direktwahl am 26. Mai 2019 war er mit einem Stimmenanteil von 60,25 % gewählt worden. Wilkes setzte sich dabei gegen den bisherigen Amtsinhaber Wilhelm Anheier (SPD) durch, der das Amt seit 2003 ausgeübt hatte. Bei der Direktwahl am 9. Juni 2024 wurde Wilkes als einziger Bewerber mit 70,5 % für weitere fünf Jahre in seinem Amt bestätigt.

### Wappen
| Wappen von Plaidt | Blasonierung: „Geviert, oben rechts in Blau eine leicht rechts geneigte goldene Ähre, daneben ein silberner Mühlstein, oben links in Gold zwei schräg gekreuzte blaue Steinwerkzeuge, doppelköpfig und einfach, mit roten Stielen, unten rechts in Silber ein rotes durchgehendes Balkenkreuz und unten links in Grün ein silberner Wellenschrägbalken.“ |
| Wappen von Plaidt | Wappenbegründung: Ursprünglich bestand der Ort aus neun Bauernhöfen und sieben Wassermühlen, auf die die Symbole Ähre und Mühlstein hinweisen. Einige Steinwerkzeuge sind einem alten Gemeindesiegel von 1796 entnommen. Diese deuten auf die Steinindustrie (Basalt und Tuff) hin, welche bis in die Römerzeit zurückzuführen ist. Das rote Balkenkreuz auf weißem (silbernen) Grund weist auf die ehemalige Landesherrschaft des Kurfürstentums Trier hin, der silberne Wellenschrägbalken im grünen Feld symbolisiert die Nette, welche Ort und Flure durchfließt. |

### Gemeindepartnerschaft

Schwesterstädte

Seit 1976 ist Plaidt mit der französischen Gemeinde Morangis (Essonne), welche eine Bevölkerung von 12.456 Einwohnern besitzt, verschwistert.

## Schulen
Die Realschule plus Pellenz besteht seit 1974, zuerst als Hauptschule Pellenz. 1999 wandelte sich die Schule in Regionale Schule Pellenz und Hauptschule Pellenz, 2004 in Regionale Schule Pellenz. Seit 2008 ist die Regionale Schule Pellenz Ganztagsschule; mit Beginn des Schuljahres 2009/10 erhielt sie den Namen Realschule plus Pellenz. Ab dem Schuljahr 2010/2011 wurde das 5. Schuljahr der neuen Integrierten Gesamtschule (IGS) eingeführt, in die die Realschule plus Pellenz im Laufe der nächsten fünf Jahre umgewandelt wurde, in denen sie IGS Pellenz und Realschule plus Pellenz hieß. Im Schuljahr 2014/2015 wurde der letzte Jahrgang der Realschule verabschiedet. Seit dem Schuljahr 2015/2016 ist sie ausschließlich eine Gesamtschule. Im Schuljahr 2016/2017 besuchte der erste Jahrgang die Mainzer Studienstufe (MSS).
Zurzeit besuchen über 900 Schüler die Schule, welche von etwa 70 Lehrern unterrichtet werden. Viele reisen aus dem Umland mit dem Bus an.
Seit 1999 schreiben zwei Lehrer dieser Schule, Martin Becker und Hans Bretz, erfolgreiche Musicals (u. a. Die geheimnisvolle Spieluhr, Ba-Ba-Balla, Eine wundervolle Freundschaft und Lissi – wie alles begann). Dafür erhielt sie am 24. Mai 2007 den Kulturförderpreis des Kreises Mayen-Koblenz.
2005/06 riefen die beiden Lehrer eine Musikshow ins Leben mit dem Titel WM-Kult Tour – Auf nach Berlin u. a. mit Thomas Anders, den Mainzer Hofsängern und Juventus Vocalis.
Das Musicalensemble der Schule war in dieser Zeit offizieller Kulturbotschafter des Landes Rheinland-Pfalz anlässlich der Fußball-Weltmeisterschaft 2006. 2011 erhielt die Realschule plus den Landespräventionspreis RLP für ihre Gewaltpräventionstätigkeit im Rahmen der langjährigen Musicalprojekte.
Neben der Realschule plus Pellenz/IGS Pellenz hat Plaidt auch eine Grundschule.
Seit dem Schuljahr 2016/2017 kann man die Mainzer Studienstufe (MSS) besuchen.
Die Integrierte Gesamtschule (IGS) hat einen musikalisch-künstlerischen Schwerpunkt (Musicals). Es werden vier Fremdsprachen angeboten: Englisch, Französisch, Spanisch und Latein.

## Verkehr
Plaidt verfügt über einen Bahnhof an der Eifelquerbahn. Hier verkehren im Stundentakt (Rheinland-Pfalz-Takt) die Regionalbahnlinien RB 23 und RB 38 der DB Regio. Aufgrund der Lage von Plaidt im Landkreis Mayen-Koblenz gilt der Tarif des Verkehrsverbund Rhein-Mosel VRM.

## Persönlichkeiten
- Anna Mönikes (1905–1995), Pädagogin und Politikerin (CDU)
- Adolf Kanter (1925–2004), Lobbyist des Flick-Konzerns und DDR Agent Fichtel
- Lambert Mohr (1930–2009), Politiker (CDU)
- Erna Maisack (* 1941), ehemalige Leichtathletin
- Hannelore Weber (* 1955), Psychologin, Hochschullehrerin und Rektorin in der Universität Greifswald
- Udo Breitbach (* 1960), römisch-katholischer Geistlicher